# Friedrich Häusler

Friedrich Häusler auf einem Ölgemälde von Heinrich Neumann (1801–1879)

Friedrich Gottlieb Benjamin Häusler (* 6. August 1780 in Grottkau; † 26. Dezember 1865 in Braunschweig) war ein deutscher Offizier, zuletzt Major.

## Leben

### Familie
Er war der Sohn des Bürgermeisters Kaspar Benjamin Häusler (1731–1796) und der Eleonore Johanna Fuhrmann (1748–1784). 
Häusler heiratete am 28. März 1815 Auguste von Papet (1789–1862), Tochter des herzoglich braunschweigischen Brigademajors Johann Julius Friedrich von Papet (1741–1793). Der Jurist und Politiker Otto Haeusler (1823–1900) war sein Sohn.

### Militärkarriere
Häusler arbeitete erst in der Breslauer Steuerverwaltung, bevor er sich im Dezember 1806 dem Soldatenberuf widmete.
Während des Vierten Koalitionskrieges nach den Niederlagen in der Schlacht bei Jena und Auerstedt setzte sich Preußen, zudem seit dem Jahr 1741 auch Schlesien gehörte, noch bis zum Tilsiter Frieden im Jahr 1807 den Franzosen zur wehr. Häusler trat in die Freiwillige Schlesische Schützenkompanie „von Reichmeister“ in Reichenstein ein, wurde 1807 zum Unteroffizier befördert und nahm im selben Jahr an Gefechten bei Königswalde, Hassitz, Rothwaltersdorf und Glatz teil. Am 24. Juni 1807 wurde er bei Glatz verwundet.
Nach dem Tilsiter Frieden suchten viele Offiziere und Unteroffiziere der Preußischen Armee eine Anstellung in anderen Armeen, um weiter gegen Frankreich kämpfen zu können. Napoleon hatte das Herzogtum Braunschweig zerschlagen, Herzog Friedrich Wilhelm musste sich in das Herzogtum Oels in Schlesien zurückziehen und stellte von dort ein Freikorps auf, mit welchem er beabsichtigte, einen Volksaufstand gegen die französische Fremdherrschaft zu organisieren und so das Herzogtum Braunschweig zurückzugewinnen.
Häusler trat im April 1809 gemeinsam mit seinem ehemaligen preußischen Kompaniechef von Reichmeister als Freiwilliger in braunschweigische Dienste und stieß so zu der sogenannten Schwarzen Schar. Diese Schwarze Schar zog 1809 durch Norddeutschland nach Braunschweig. Mittlerweile zum Fähnrich befördert, wurde Häusler am 29. Juli 1809 bei Halberstadt verwundet, zog aber zwei Tage später mit seiner Truppe in Braunschweig ein und der Herzog nahm in einer Proklamation von dem Land Besitz. Am nächsten Tag behauptete sich die Schwarze Schaar in dem Gefecht bei Ölper gegen die übermächtige westfälische Truppe unter General Reubel und entkam wieder nach Braunschweig. Hier wurde Häusler am 2. August zum Leutnant befördert und zog danach mit der Schwarzen Schar nach England, wo die Truppe am 25. September 1809 unter dem Namen Brunswick-Regiment in großbritannische Dienste gestellt wurde. Häusler wurde erneut, wie schon bei seinem Eintritt in das Schwarze Korps, zurückgestuft und als Fähnrich in die Truppe übernommen. Hier diente er unter anderem auf den Inseln Wight, Guernsey und in Irland. Ab 1810 nahm Häusler an dem Peninsula-Krieg in Portugal und Spanien teil und wurde währenddessen 1811 erneut zum Leutnant befördert. Im Jahr 1813, nachdem sich die Niederlage Napoleons in Spanien abzeichnete, forderte Herzog Friedrich Wilhelm sieben Offiziere, darunter Häusler, aus dem Brunswick-Regiment, um die Braunschweiger Truppen zu Hause neu zu formieren. Am 18. Februar 1814 wurde Häusler zum Hauptmann befördert. Erst Ende 1814 wurde das restliche Brunswick-Regiment aus englischen Diensten entlassen und kehrte nach Braunschweig zurück.
Die Braunschweiger nahmen 1815 an der Schlacht bei Quatre-Bras, in welcher Herzog Friedrich Wilhelm fiel, und an der Entscheidungsschlacht bei Waterloo teil. In Waterloo war Häusler als Hauptmann im 3. leichten Bataillon eingesetzt. Nachdem Napoleon geschlagen war, ging Häusler zurück nach Braunschweig und wurde 1816 Kompaniechef im 2. leichten Bataillon, 1819 zum Leib-Bataillon kommandiert, 1822 zum Reserve-Bataillon und 1824 zum Jäger- und Leib-Bataillon, welches als einzige Formation die historische schwarze Uniform behalten hatte, und somit als Nachfolger der Schwarzen Schar von 1809 galt. Nach der Revolte von 1830 wurde Häusler dem Reserve-Kader zugeteilt und im Jahr 1832 als Major aus dem Militärdienst entlassen.
1844 beauftragte Herzog Wilhelm Häusler, den Historiker Friedrich Karl von Vechelde auf einer Reise nach Schlesien zu begleiten. Dieser sollte ein Buch über den Feldzug der Schwarzen Schar 1809 von Schlesien nach Braunschweig schreiben und auf dieser Reise, unter Begleitung eines Offiziers der an diesem Feldzug teilgenommen hatte, Notizen an den verschiedenen Stationen des Feldzugs zu machen.
Im Zuge der Revolution von 1848 trat Häusler dem Vaterländischen Verein bei.
Häusler starb 1865 in Braunschweig und wurde auf dem Martinifriedhof begraben.

## Auszeichnungen
- Silberne Verdienstmedaille des Königs von Preußen für bewiesene Tapferkeit im Gefecht bei Rothwaltersdorf am 4. Juni 1807
- Ehrenkreuz für 1809
- Peninsula-Medaille im Jahr 1821
- Kriegsmedaille der Königin von England im Jahr 1849
- Verdienstkreuz I. Klasse des Ordens Heinrichs des Löwen im Jahr 1855